# Дискографија Џ. Кола
Амерички репер Џ. Кол издао је пет студијских албума, један албум уживо, један компилацијски албум, два епа, три микстејпа, тридесет и седам синглова (укључујући петнаест где је био главни извођач), два промотивна сингла и двадесетих музичких спотова. Џ. Кол је почео да се бави хип-хопом док је био тинејџер, а сарађивао је са локалним хип-хоп дуетом Bomm Sheltuh. Његов деби микстејп The Come Up, изашао је 4. маја 2007. године о добио је позитивне критике. Након изласка микстејпа, ступио је у контант са америчким репером Џеј-Зијем и потписао уговор са његовом издавачком кућом Roc Nation. Други албум The Warm Up, објавио је 15. јуна 2009. године. Први сингл са албума Ligh Please био је на врху неколико музичких листа. Након тога уследило је издавање сигнал All I Want Is You, још неколико албума, микстејпова и сарадња са великим бројем музичара.
Микстејп Friday Night Lights избацио је 12. новембра 2010. године.
Песму Return of Simba објавио је 22. маја 2011. године, а након тога водећи сингл Who Dat са албума Work Out. Дана 15. августа изашао је спот за песму Work Out. Након тога уследио је спот за песму Can't Get Enough. Албум Cole World: The Sideline Story објављен је 27. децембра 2011. године и продат у 218.000 примерака у првој недељи продаје. Од 2. децембра 2011. године изашло је 500.000 примерака за продају. Трћеи и последњи сингл са дебитанског албума Кола објављен је 7. фебруара 2012. године. До децембра 2016. године, албум је продат у 855.000 примерака у Сједињеним Државама.
Кол је 15. августа 2014. године објавио песму Be Free, која је добила хип-хоп награду Бет за најутицајнију песму. Пре издавања албума, издао је четири сингла Apparently, Wet Dreamz, No Role Modelz и Love Yourz. Албум 2014 Forest Hills Drive продат је у 350.000 примерака прве недеље након избацивања, а снимљен је током турнеје. До децембра 2016. године продат је у 1,24 милиона примерака у Сједињеним Државама. Освојио је награду за најбољи реп албум године 2015, ба БЕТ хип-хоп додели награда.
Кол је 15. децембра најавио излазак документарног серијала под насловом Homecoming. Серија се састоји од пет епизода, а у њој су гостовали музичари попут Ријане, Кендрика Ламара, Дрејка и других. Све епизоде објављене су до 9. јануара 2016. године.
Године 2016. објавио је два спота за песме False Prophets и Everybody Dies. У јануару 2016. године објавио је албум 4 Your Eyez Only, који се састоји од десет песама, а након тога имао турнеју широм Европе, северне Америке и Аустралије. Албум KOD објавио је 20. априла 2018. године.

## Студијски албуми
| Назив                          | Детаљи албума | Peak chart positions | Peak chart positions | Peak chart positions | Peak chart positions | Peak chart positions | Peak chart positions | Peak chart positions | Peak chart positions | Peak chart positions | Број проданих примерака | Сертификати |
| Назив                          | Детаљи албума | САД                  | САД R&B              | САД реп              | АУС                  | КАН                  | ИР                   | НЗ                   | ШВЕ                  | УК                   | Број проданих примерака | Сертификати |
| ------------------------------ | --- | -------------------- | -------------------- | -------------------- | -------------------- | -------------------- | -------------------- | -------------------- | -------------------- | -------------------- | ----------------------- | --- |
| Cole World: The Sideline Story | - Датум издавања: 27. септембра 2011. - Издавачка кућа: Roc Nation, Columbia Records - Формат: ЦД, дигитално преузимање                            | 1                    | 1                    | 1                    | 52                   | 4                    | 64                   | 36                   | 62                   | 25                   | - САД: 855,000          | - Америчко удружење дискографских кућа: Платина - BPI: Сребрно                                                  |
| Born Sinner                    | - Датум издавања: 18. јун 2013. - Издавачка кућа: Dreamville Records, Roc Nation, Columbia - Формат: ЦД, дигитално преузимање                      | 1                    | 1                    | 1                    | 14                   | 2                    | 45                   | 11                   | 27                   | 7                    | - САД: 796,000          | - Америчко удружење дискографских кућа: Платина - BPI: Сребрно - MC: Златно                                     |
| 2014 Forest Hills Drive        | - Датум издавања: 9. децембар 2014. - Издавачка кућа: Dreamville, Roc Nation, Columbia - Формат: ЦД, ЛП, дигитално преузимање                      | 1                    | 1                    | 1                    | 40                   | 3                    | 31                   | 25                   | 49                   | 27                   | - САД: 1,240,000        | - Америчко удружење дискографских кућа: 2× Платина - ARIA: Златно - BPI: Сребрно - FPI НЕМ: Златно - MC: Златно |
| 4 Your Eyez Only               | - Датум издавања: 9. децембар 2016. - Издавачка кућа: Dreamville, Roc Nation, Interscope Geffen A&M Records - Формат: ЦД, ЛП, дигитално преузимање | 1                    | 1                    | 1                    | 6                    | 1                    | 19                   | 10                   | 16                   | 21                   | - САД: 624,575          | - Америчко удружење дискографских кућа: Платина - BPI: Сребрно                                                  |
| KOD                            | - Датум издавања: April 20, 2018 - Издавачка кућа: Dreamville, Roc Nation, Interscope - Формат: ЦД, ЛП, дигитално преузимање                       | 1                    | 1                    | 1                    | 1                    | 1                    | 1                    | 1                    | 6                    | 2                    | - САД: 260,000          | - Америчко удружење дискографских кућа: Златно - MC: Златно                                                     |

## Уживо албуми
| Име                      | Детаљи албума | Позиција |
| Име                      | Детаљи албума | САД      |
| ------------------------ | --- | -------- |
| Forest Hills Drive: Live | - Датум издавања: 28. јануар 2016. - Издавачка кућа: Dreamville, Roc Nation, Columbia - Формат: ЦД, ЛП, дигитално преузимање | 71       |

## Компилацијски албуми
| Име                                             | Информације о албуму                                                                                            | Позиција | Позиција | Позиција |
| Име                                             | Информације о албуму                                                                                            | САД      | САД R&B  | САД реп  |
| ----------------------------------------------- | --- | -------- | -------- | -------- |
| Revenge of the Dreamers II (Dreamville Records) | - Датум издавања: 8. децембар 2015. - Издавачка кућа: Dreamville, Interscope - Формат: ЦД, дигитално преузимање | 29       | 4        | 3        |

## ЕПови
| Име           | Детаљи                                                                                          |
| ------------- | ----------------------------------------------------------------------------------------------- |
| Truly Yours   | - Датум издавања: 12. фебруар 2013. - Издавачка кућа: Dreamville - Формат: дигитално преузимање |
| Truly Yours 2 | - Датум издавања: 30. април 2013. - Издавачка кућа: Dreamville - Формат: дигитално преузимање   |

## Микстејпови
| Име                                          | Детаљи                                                                                           |
| -------------------------------------------- | ------------------------------------------------------------------------------------------------ |
| The Come Up                                  | - * Датум издавања: 4. мај 2007. - Издавачка кућа: By Any Means - Формат: дигитално преузимање   |
| The Warm Up                                  | - Датум издавања: 15. јун 2009. - Издавачка кућа: Roc Nation - Формат: дигитално преузимање      |
| Friday Night Lights                          | - Датум издавања: 12. новембар 2010. - Издавачка кућа: Roc Nation - Формат: дигитално преузимање |
| Revenge of the Dreamers (Dreamville Records) | - Датум издавања: 28. јануар 2014. - Издавачка кућа: Dreamville - Формат: дигитално преузимање   |

## Синглови

### Као главни извођач
| Име                                 | Година | Позиција | Позиција | Позиција | Позиција | Позиција | Позиција | Позиција | Позиција | Позиција | Позиција | Сертификати                                                                         | Албум                                          |
| Име                                 | Година | САД      | САД R&B  | САД реп  | АУС      | КАН      | ИР       | НЗ       | ШВЕ      | УК       | УК R&B   | Сертификати                                                                         | Албум                                          |
| ----------------------------------- | ------ | -------- | -------- | -------- | -------- | -------- | -------- | -------- | -------- | -------- | -------- | ----------------------------------------------------------------------------------- | ---------------------------------------------- |
| "Lights Please"                     | 2009   | —        | —        | —        | —        | —        | —        | —        | —        | —        | —        | - Америчко удружење дискографских кућа: Златно                                      | The Warm Up and Cole World: The Sideline Story |
| "Who Dat"                           | 2010   | 93       | 32       | 19       | —        | —        | —        | —        | —        | —        | —        | - Америчко удружење дискографских кућа: Златно                                      | Cole World: The Sideline Story                 |
| "Work Out"                          | 2011   | 13       | 10       | 3        | —        | 32       | —        | —        | —        | 158      | —        | - Америчко удружење дискографских кућа: 4× Платина - BPI: Сребрно - MC: Златно      | Cole World: The Sideline Story                 |
| "Can't Get Enough" (и Trey Songz)   | 2011   | 52       | 7        | 5        | —        | —        | —        | —        | —        | 169      | 40       | - Америчко удружење дискографских кућа: 3× Платина                                  | Cole World: The Sideline Story                 |
| "Mr. Nice Watch" (и Џеј-Зи)         | 2011   | —        | 87       | —        | —        | —        | —        | —        | —        | —        | —        | - Америчко удружење дискографских кућа: Платина                                     | Cole World: The Sideline Story                 |
| "Nobody's Perfect" (и Миси Елиот)   | 2012   | 61       | 3        | 4        | —        | —        | —        | —        | —        | —        | —        | - Америчко удружење дискографских кућа: 4× Платина                                  | Cole World: The Sideline Story                 |
| "Miss America"                      | 2012   | —        | 34       | —        | —        | —        | —        | —        | —        | —        | —        | - Америчко удружење дискографских кућа: Златно                                      | Born Sinner                                    |
| "Power Trip" (и Мигел)              | 2013   | 19       | 5        | 3        | —        | —        | —        | —        | —        | 46       | 9        | - Америчко удружење дискографских кућа: 4× Платина - BPI: Сребрно                   | Born Sinner                                    |
| "Crooked Smile" (и TLC)             | 2013   | 27       | 7        | 4        | —        | —        | —        | —        | —        | 114      | 27       | - Америчко удружење дискографских кућа: 4× Платина                                  | Born Sinner                                    |
| "Forbidden Fruit" (и Кендрик Ламар) | 2013   | —        | 46       | —        | —        | —        | —        | —        | —        | —        | —        | - Америчко удружење дискографских кућа: Платина                                     | Born Sinner                                    |
| "She Knows" (и Амбер Кофман)        | 2013   | 90       | 24       | 11       | —        | —        | —        | —        | —        | 68       | 10       | - Америчко удружење дискографских кућа: 4× Платина                                  | Born Sinner                                    |
| "Apparently"                        | 2014   | 58       | 17       | 10       | —        | —        | —        | —        | —        | —        | —        | - Америчко удружење дискографских кућа: 5× Платина                                  | 2014 Forest Hills Drive                        |
| "Wet Dreamz"                        | 2015   | 61       | 16       | 12       | —        | —        | —        | —        | —        | —        | —        | - Америчко удружење дискографских кућа: 4× Платина - BPI: Сребрно                   | 2014 Forest Hills Drive                        |
| "No Role Modelz"                    | 2015   | 36       | 27       | 18       | —        | 62       | 91       | —        | —        | —        | —        | - Америчко удружење дискографских кућа: 4× Платина - BPI: Златно - IFPI ДАН: Златно | 2014 Forest Hills Drive                        |
| "Love Yourz"                        | 2016   | —        | 41       | 24       | —        | —        | —        | —        | —        | —        | —        | - Америчко удружење дискографских кућа: Платина                                     | 2014 Forest Hills Drive                        |
| "Everybody Dies"                    | 2016   | 57       | 29       | 23       | —        | 93       | —        | —        | —        | —        | —        | - Америчко удружење дискографских кућа: Златно                                      | Није ни на једном албуму                       |
| "False Prophets"                    | 2016   | 54       | 27       | 21       | —        | 81       | —        | —        | —        | —        | —        | - Америчко удружење дискографских кућа: Златно                                      | Није ни на једном албуму                       |
| "Deja Vu"                           | 2017   | 7        | 4        | 2        | 45       | 7        | 56       | —        | 46       | 30       | 3        | - Америчко удружење дискографских кућа: 3× Платина - BPI: Сребрно                   | 4 Your Eyez Only                               |
| "High for Hours"                    | 2017   | —        | —        | —        | —        | —        | —        | —        | —        | —        | —        | - Америчко удружење дискографских кућа: Златно                                      | non-album single                               |
| "Neighbors"                         | 2017   | 13       | 8        | 6        | —        | 17       | 80       | —        | 96       | 54       | 8        | - Америчко удружење дискографских кућа: 2× Платина                                  | 4 Your Eyez Only                               |
| "KOD"                               | 2018   | 10       | 7        | 7        | 20       | 12       | 14       | 10       | 42       | 17       | 7        | - Америчко удружење дискографских кућа: 3× Платина - MC: Платина                    | KOD                                            |
| "ATM"                               | 2018   | 6        | 4        | 4        | 32       | 5        | 32       | 20       | 87       | 28       | 13       | - Америчко удружење дискографских кућа: 2× Платина - MC: Златно                     | KOD                                            |
| "Album of the Year (фристајл)"      | 2018   | 87       | 44       | —        | —        | 84       | —        | —        | —        | —        | —        |                                                                                     | non-album single                               |
| "Tribe" (са Басом)                  | 2018   | —        | 48       | —        | —        | —        | —        | —        | —        | —        | —        |                                                                                     | Milky Way                                      |

### Као гостујући извођач
| Назив                                                                | Година | Позиција | Позиција | Позиција | Позиција | Сертификат                                         | Албум                                      |
| Назив                                                                | Година | САД      | САД R&B  | БЕЛ      | ХОЛ      | Сертификат                                         | Албум                                      |
| -------------------------------------------------------------------- | ------ | -------- | -------- | -------- | -------- | -------------------------------------------------- | ------------------------------------------ |
| "Just Begun" (Reflection Eternal, Џ. Кол, Мос Деф и Jay Electronica) | 2010   | —        | —        | —        | —        |                                                    | Revolutions per Minute                     |
| "All I Want Is You" (Мигел и Џ. Кол)                                 | 2010   | 58       | 7        | —        | —        | - Америчко удружење дискографских кућа: Платина    | All I Want Is You                          |
| "A Star Is Born" (Џеј-Зи и Џ. Кол)                                   | 2010   | —        | 91       | —        | —        |                                                    | The Blueprint 3                            |
| "Feel Love" (Шон Гарет и Џ. Кол)                                     | 2011   | —        | 49       | —        | —        |                                                    | Није ни на једном албум                    |
| "Bad Girls Club" (Wale и Џ. Кол)                                     | 2011   | —        | —        | —        | —        |                                                    | Није ни на једном албум                    |
| "Trouble" (Bei Maejor и Џ. Кол)                                      | 2011   | —        | 34       | —        | —        |                                                    | Није ни на једном албум                    |
| "Only Wanna Give It to You" (Elle Varner и Џ. Кол)                   | 2011   | —        | 20       | —        | —        |                                                    | Perfectly Imperfect                        |
| "Party" (ремикс) (Бијонсе и Џ. Кол)                                  | 2011   | —        | —        | —        | —        |                                                    | Није ни на једном албуму                   |
| "This Time" (Мелани Фиона и Џ. Кол)                                  | 2012   | —        | 89       | —        | —        |                                                    | The MF Life                                |
| "Acid Rain" (ремикс) (Алексис Јордан и Џ. Кол)                       | 2013   | —        | —        | 55       | 88       |                                                    | Није ни на једном албуму                   |
| "Cold Blood" (Yo Gotti, Џ. Кол и Canei Finch)                        | 2013   | —        | 50       | —        | —        |                                                    | I Am                                       |
| "Planez" (Jeremih и Џ. Кол)                                          | 2015   | 44       | 15       | —        | —        | - Америчко удружење дискографских кућа: 2× Платина | Late Nights                                |
| "No Sleeep" (Џенет Џексон и Џ. Кол)                                  | 2015   | 63       | 18       | —        | —        |                                                    | Unbreakable                                |
| "Night Job" (Бас и Џ. Кол)                                           | 2016   | —        | —        | —        | —        |                                                    | Too High to Riot                           |
| "Boblo Boat" (Royce da 5'9 и Џ. Кол)                                 | 2018   | —        | —        | —        | —        |                                                    | Book of Ryan                               |
| "Sojourner" (Rapsody и Џ. Кол)                                       | 2018   | —        | —        | —        | —        |                                                    | 9th Wonder Presents: Jamla Is the Squad II |

## Остале песме
| Назив                                        | Година | Позиција | Позиција   | Позиција | Позиција | Позиција | Позиција | Позиција | Позиција | Позиција | Позиција | Албум                    |
| Назив                                        | Година | САД      | САД R&B/HH | САД Rap  | АУС      | КАН      | ИР       | НЗ       | ШВЕ      | УК       | УК R&B   | Албум                    |
| -------------------------------------------- | ------ | -------- | ---------- | -------- | -------- | -------- | -------- | -------- | -------- | -------- | -------- | ------------------------ |
| "Blow Up"                                    | 2010   | —        | —          | —        | —        | —        | —        | —        | —        | —        | —        | Friday Night Lights      |
| "In the Morning" са Дрејком)                 | 2010   | —        | 57         | —        | —        | —        | —        | —        | —        | —        | —        | Friday Night Lights      |
| "Undercover" (DJ Drama, Крис Браун и Џ. Кол) | 2011   | —        | —          | —        | —        | —        | —        | —        | —        | —        | —        | Third Power              |
| "Love and War" (Rita Ora са Џ. Колом)        | 2012   | —        | —          | —        | —        | —        | —        | —        | —        | 193      | —        | Ora                      |
| "Villuminati"                                | 2013   | —        | —          | —        | —        | —        | —        | —        | —        | —        | —        | Born Sinner              |
| "Born Sinner" (и James Fauntleroy II)        | 2013   | —        | —          | —        | —        | —        | —        | —        | —        | —        | —        | Born Sinner              |
| "Let Nas Down"                               | 2013   | —        | —          | —        | —        | —        | —        | —        | —        | —        | —        | Born Sinner              |
| "Rich Niggaz"                                | 2013   | —        | —          | —        | —        | —        | —        | —        | —        | —        | —        | Born Sinner              |
| "January 28th"                               | 2014   | —        | 46         | —        | —        | —        | —        | —        | —        | —        | —        | 2014 Forest Hills Drive  |
| "03' Adolescence"                            | 2014   | —        | 45         | —        | —        | —        | —        | —        | —        | —        | —        | 2014 Forest Hills Drive  |
| "A Tale of 2 Citiez"                         | 2014   | —        | 33         | 25       | —        | —        | —        | —        | —        | —        | —        | 2014 Forest Hills Drive  |
| "Fire Squad"                                 | 2014   | —        | 31         | 24       | —        | —        | —        | —        | —        | —        | —        | 2014 Forest Hills Drive  |
| "St. Tropez"                                 | 2014   | —        | 50         | —        | —        | —        | —        | —        | —        | —        | —        | 2014 Forest Hills Drive  |
| "G.O.M.D."                                   | 2014   | —        | 34         | —        | —        | —        | —        | —        | —        | —        | —        | 2014 Forest Hills Drive  |
| "Jermaine's Interlude" (DJ Khaled и Џ. КОл)  | 2016   | —        | —          | —        | —        | —        | —        | —        | —        | —        | —        | Major Key                |
| "For Whom the Bell Tolls"                    | 2016   | 23       | 13         | 11       | —        | 31       | —        | —        | —        | 82       | 14       | 4 Your Eyez Only         |
| "Immortal"                                   | 2016   | 11       | 6          | 4        | 57       | 12       | 71       | —        | 98       | 49       | 7        | 4 Your Eyez Only         |
| "Ville Mentality"                            | 2016   | 24       | 14         | 12       | —        | 32       | —        | —        | —        | 78       | 12       | 4 Your Eyez Only         |
| "She's Mine, Pt. 1"                          | 2016   | 22       | 12         | 10       | —        | 34       | —        | —        | —        | 81       | 13       | 4 Your Eyez Only         |
| "Change"                                     | 2016   | 21       | 11         | 9        | —        | 23       | —        | —        | —        | 63       | —        | 4 Your Eyez Only         |
| "Foldin Clothes"                             | 2016   | 30       | 18         | 15       | —        | 37       | —        | —        | —        | 89       | 17       | 4 Your Eyez Only         |
| "She's Mine, Pt. 2"                          | 2016   | 34       | 21         | 17       | —        | 53       | —        | —        | —        | —        | 24       | 4 Your Eyez Only         |
| "4 Your Eyez Only"                           | 2016   | 29       | 17         | 14       | —        | 43       | —        | —        | —        | 99       | 18       | 4 Your Eyez Only         |
| "Photograph"                                 | 2018   | 14       | 9          | 8        | 41       | 19       | 36       | 26       | —        | 30       | 15       | KOD                      |
| "Kevin's Heart"                              | 2018   | 8        | 5          | 5        | 46       | 16       | 38       | 28       | —        | 56       | —        | KOD                      |
| "Motiv8"                                     | 2018   | 15       | 10         | 9        | 47       | 23       | 37       | —        | —        | —        | —        | KOD                      |
| "1985"                                       | 2018   | 20       | 14         | 12       | —        | 32       | 41       | —        | —        | —        | —        | KOD                      |
| "The Cut Off" (заједно са Kill Edwardom)     | 2018   | 28       | 19         | 15       | —        | 38       | 51       | —        | —        | —        | —        | KOD                      |
| "Brackets"                                   | 2018   | 30       | 20         | 16       | —        | 46       | 56       | —        | —        | —        | —        | KOD                      |
| "Friends" (Kill Edward)                      | 2018   | 46       | 28         | 23       | —        | 57       | 72       | —        | —        | —        | —        | KOD                      |
| "Window Pain"                                | 2018   | 41       | 26         | 22       | —        | 63       | 75       | —        | —        | —        | —        | KOD                      |
| "Once an Addict"                             | 2018   | 47       | 29         | 24       | —        | 75       | 76       | —        | —        | —        | —        | KOD                      |
| "Intro"                                      | 2018   | 53       | 32         | —        | —        | 73       | 90       | —        | —        | —        | —        | KOD                      |
| "Pretty Little Fears" (6lack и Џ. Кол)       | 2018   | 76       | 35         | —        | —        | 65       | 76       | —        | —        | 86       | —        | East Atlanta Love Letter |

## Гостовања на песмама
| Назив                                       | Година | Остали музичар(и)                                                                                     | Албум                                 |
| ------------------------------------------- | ------ | --- | ------------------------------------- |
| "Rather Be with You (Vagina Is for Lovers)" | 2009   | Wale, Currensy                                                                                        | Back to the Feature                   |
| "Beautiful Bliss"                           | 2009   | Wale, Мелани Фиона                                                                                    | Attention Deficit                     |
| "Gladiators"                                | 2010   | B.o.B                                                                                                 | May 25th                              |
| "Still the Hottest"                         | 2010   | Young Chris                                                                                           | The Network 2                         |
| "Look in the Mirror" (ремикс)               | 2010   | Yo Gotti, Wale, Виз Калифа                                                                            | none                                  |
| "Looking for Trouble"                       | 2010   | Кање Вест, Pusha T, Биг Шон, Cyhi the Prynce                                                          | none                                  |
| "Buyou"                                     | 2010   | Кери Хилсон                                                                                           | No Boys Allowed                       |
| "Leave Me Alone"                            | 2011   | Кевин Косом                                                                                           | By Any Means                          |
| "S&M" (ремикс)                              | 2011   | Ријана                                                                                                | none                                  |
| "Champion" (ремикс)                         | 2011   | Chipmunk, Крис Браун                                                                                  | none                                  |
| "Relaxation"                                | 2011   | Fashawn, Omen                                                                                         | Higher Learning Vol. 2                |
| "Nothing for the Radio"                     | 2011   | Fashawn                                                                                               | Higher Learning Vol. 2                |
| "Never Holdin' Me Back"                     | 2011   | Травис Баркер                                                                                         | Let the Drummer Get Wicked            |
| "Killers"                                   | 2011   | Алекс Халди                                                                                           | The Glorification of Gangster         |
| "Let It Go"                                 | 2011   | StartYourOwnRebellion                                                                                 | LP3020                                |
| "Fitted Cap"                                | 2011   | Wale, Рик Рос, Мик Мил                                                                                | Self Made Vol. 1                      |
| "Pity"                                      | 2011   | Voli, Omen                                                                                            | In the Meanwhile                      |
| "Undercover"                                | 2011   | DJ Drama, Крис Браун                                                                                  | Third Power                           |
| "Mama Told Me"                              | 2011   | Omen                                                                                                  | Afraid of Heights                     |
| "World Premiere"                            | 2011   | Elite                                                                                                 | Awaken                                |
| "Like It or Love It"                        | 2011   | Tinie Tempah, Wretch 32                                                                               | Happy Birthday                        |
| "Fly Together" (ремикс)                     | 2012   | Red Café, Trey Songz, Wale                                                                            | Hell's Kitchen                        |
| "I'm On 2.0"                                | 2012   | Trae tha Truth, Mark Morrison, Big K.R.I.T., Jadakiss, Кендрик Ламар, B.o.B, Tyga, Gudda Gudda, Bun B | Tha Blackprint                        |
| "Let It Show"                               | 2012   | Tyga                                                                                                  | Careless World: Rise of the Last King |
| "Drank in My Cup" (ремикс)                  | 2012   | Kirko Bangz                                                                                           | Progression 2: A Young Texas Playa    |
| "Roll Call"                                 | 2012   | Trae tha Truth                                                                                        | Welcome 2 the Streets                 |
| "Sound of Love"                             | 2012   | Voli                                                                                                  | The Wall                              |
| "They Ready"                                | 2012   | DJ Khaled, Big K.R.I.T., Кендрик Ламар                                                                | Kiss the Ring                         |
| "Love and War"                              | 2012   | Рита Ора                                                                                              | Ora                                   |
| "Green Ranger"                              | 2012   | Лил Вејн                                                                                              | Dedication 4                          |
| "24 Karats of Gold"                         | 2012   | Биг Шон                                                                                               | Detroit                               |
| "Riggamuffin (ремикс)"                      | 2012   | Selah Sue                                                                                             | Rarities                              |
| "Diamonds"                                  | 2012   | Френч Монтана, Рик Рос                                                                                | Mac & Cheese 3                        |
| "Louis Vuitton"                             | 2012   | Fabolous                                                                                              | The S.O.U.L. Tape 2                   |
| "Pray"                                      | 2012   | Гејм, JMSN                                                                                            | 'Jesus Piece                          |
| "Maine on Fire"                             | 2013   | Funkmaster Flex                                                                                       | Who You Mad At? Me or Yourself?       |
| "Lit"                                       | 2013   | Бас, KQuick                                                                                           | Quarter Water Raised Me Vol. II       |
| "Jodeci Freestyle"                          | 2013   | Дрејк                                                                                                 | none                                  |
| "Black Grammys"                             | 2013   | Wale, Rockie Fresh, Мик Мил                                                                           | Self Made Vol. 3                      |
| "Hells Kitchen"                             | 2013   | DJ Khaled, Bas                                                                                        | Suffering from Success                |
| "Knock Tha Hustle" (ремикс)                 | 2014   | Cozz                                                                                                  | Cozz & Effect                         |
| "My Nigga Just Made Bail"                   | 2014   | Бас                                                                                                   | Last Winter                           |
| "Animals" (ремикс)                          | 2014   | Maroon 5                                                                                              | none                                  |
| "Vendetta"                                  | 2014   | Елајџа Блејк                                                                                          | none                                  |
| "Remember Me"                               | 2014   | Canei Finch                                                                                           | Morning Music                         |
| "The Pessimist"                             | 2015   | Wale                                                                                                  | The Album About Nothing               |
| "Black Heaven"                              | 2015   | Lil Boosie, Keyshia Cole                                                                              | Touchdown 2 Cause Hell                |
| "Warm Enough"                               | 2015   | Chance the Rapper, Noname Gypsy                                                                       | Surf                                  |
| "Children of Men"                           | 2015   | Trae tha Truth                                                                                        | Tha Truth                             |
| "Jermaine's Interlude"                      | 2016   | DJ Khaled                                                                                             | Major Key                             |
| "Legendary"                                 | 2017   | Joey Bada$$                                                                                           | All-Amerikkkan Badass                 |
| "AfricAryan"                                | 2017   | Logic, Neil deGrasse Tyson                                                                            | Everybody                             |
| "Come Through and Chill"                    | 2017   | Мигел, Salaam Remi                                                                                    | War & Leisure                         |
| "American Dream"                            | 2017   | Jeezy, Кендрик Ламар                                                                                  | Pressure                              |
| "Zendaya"                                   | 2018   | Cozz                                                                                                  | Effected                              |
| "OSOM"                                      | 2018   | Jay Rock                                                                                              | Redemption                            |
| "Pretty Little Fears"                       | 2018   | 6lack                                                                                                 | East Atlanta Love Letter              |
| "My Boy (фристајл)"                         | 2018   | Wale                                                                                                  | Free Lunch - EP                       |

## Спотови

### Као главни извођач
| Назив                             | Година | Режисер(и)             |
| --------------------------------- | ------ | ---------------------- |
| "Simba"                           | 2008   | BB Gun, Адам Рој       |
| "Who Dat"                         | 2010   | BB Gun, Адам Рој       |
| "In the Morning" (Дрејк)          | 2011   | BB Gun, Адам Рој       |
| "Work Out"                        | 2011   | Клифтон Бејл           |
| "Can't Get Enough" (Trey Songz)   | 2011   | Клифтон Бејл           |
| "Daddy's Little Girl"             | 2011   | Алсел Ламари           |
| "Lost Ones"                       | 2011   | BB Gun                 |
| "Nobody's Perfect" (Миси Елиот)   | 2012   | Колин Тили             |
| "Sideline Story"                  | 2012   | Адам Рој, Аксел Ламари |
| "Power Trip" (Мигел)              | 2013   | Набил и Мајк Писикели  |
| "Crooked Smile" (TLC)             | 2013   | Шелдон Кендис          |
| "She Knows" Амбер Кофман и Cults) | 2014   | Сем Пилинг             |
| "Lights Please"                   | 2014   | BB Gun                 |
| "Intro (2014 Forest Hills Drive)" | 2014   | Скот Лајзер            |
| "Apparently"                      | 2014   | Скот Лајзер            |
| "G.O.M.D"                         | 2015   | Ларенс Ламонт          |
| "Wet Dreamz"                      | 2015   | Ryan Staake            |
| "Love Yourz (Live)"               | 2016   | Steve Carr             |
| "Everybody Dies"                  | 2016   | Скот Лејзер            |
| "False Prophets"                  | 2016   | Скот Лејзер            |
| "4 Your Eyez Only"                | 2017   | Скот Лејзер, Џ. Кол    |
| "ATM"                             | 2018   | Скот Лејзер, Џ. Кол    |
| "Kevin's Heart"                   | 2018   | Скот Лејзер, Џ. Кол    |
| "Album Of The Year (Freestyle)"   | 2018   | Симон Давид            |

### Као гостујући извођач
| Назив | Година | Режисер(и)             |
| --- | ------ | ---------------------- |
| "All I Want Is You" (Мигел и Џ. Кол)                                                                            | 2010   | Алекс Мур              |
| "Feel Love" (Шон Гарет и Џ. Кол)                                                                                | 2011   | Taj                    |
| "Trouble" (Bei Maejor и Џ. Кол)                                                                                 | 2011   | Деклан Витеблм         |
| "Only Wanna Give It to You" (Elle Varner и Џ. Кол)                                                              | 2011   | Орсон Велс             |
| "Party" (ремикс) (Бијонсе и Џ. Кол)                                                                             | 2011   | Алан Фергусон, Бијонсе |
| "Bad Girls Club" (Wale и Џ. Кол)                                                                                | 2011   | Рок Јакобс             |
| "I'm On 2.0" (Trae Tha Truth, Џ. Кол, Кенндрик Ламар, B.o.B, Jadakiss, Tyga, Марк Морисон, Gudda Gudda и Bun B) | 2012   | Phillyflyboy           |
| "This Time" (Мелани Фиона и Џ. Кол)                                                                             | 2012   | Колин Тили             |
| "Diamonds" (Френч Монтана, Џ. Кол и Рик РОс)                                                                    | 2013   | Едгар Естевес          |
| "Lit" (Бас, Џ. Кол иd KQuick)                                                                                   | 2013   | Џастин Беноли          |
| "No Sleeep" (Џенет Џексон и Џ. Кол)                                                                             | 2015   | Дејв Мајерс            |
| "Boblo Boat" (Royce da 5'9 и Џ. Кол)                                                                            | 2018   | Џ. Кол                 |
| "OSOM" (Џеј Рок и Џ. Кол)                                                                                       | 2018   | Дејв Фри               |
| "Pretty Little Fears" (6lack и Џ. Кол)                                                                          | 2018   | Метју Дилон            |